# Kasjmirgeit
De kasjmirgeit leeft in het gebied Kasjmir in India, Pakistan en China. Uit dit gebied komen de oorspronkelijke geitenrassen. De kasjmirgeit produceert het woltype kasjmier of kasjmir. De Kasjmirgeit is niet een ras maar eerder een groep van rassen.
In 1994 had China 123 miljoen geiten, de grootste populatie van geiten ter wereld. Het is ook de grootste producent van kasjmirwol. Lokale rassen komen veelvuldig voor. In de laatste decennia zijn er fokprogramma's gestart om productieve rassen te ontwikkelen. De kasjmirgeit is een vezelgeit net als de pygorageit, de nigorageit en de angorageit.